# Mellicta mixtalpicola
Mellicta mixtalpicola är en fjärilsart som beskrevs av Ruggero Verity 1940. Mellicta mixtalpicola ingår i släktet Mellicta och familjen praktfjärilar. Inga underarter finns listade i Catalogue of Life.